# SAYC
SAYC (Standard American Yellow Card system) är ett budsystem som används inom bridge.
Systemet utvecklades speciellt för tävlingar där alla spelare måste använda samma system. Detta slog dock aldrig igenom ordentligt, utan det är med Internetbridgens intåg SAYC har blivit riktigt stort. Eftersom det ofta förekommer tillfälliga partnerskap på Internet är det bra om både med- och motspelare spelar samma eller liknande system, vilket gör att spelet går snabbare och smidigare utan långrandiga förklaringar om de olika budens betydelser. SAYC är i detta avseende ett utmärkt system då det är ett ganska enkelt system med enbart välkända konventioner såsom Stayman och Blackwood. Det går dessutom utmärkt att bygga ut systemet efter egna behov om så önskas, utan att ändra på grunderna.